# Edward Newman
Edward Newman (13 de mayo de 1801 - 12 de junio de 1876) fue un entomólogo, botánico y escritor inglés.

## Biografía
Newman nace en Hampstead, en una familia cuáquera. Ambos padres tenían afición naturalista, y se fue enriqueciendo su interés en el mundo natural, ya en su escuela de Painswick. Deja la escuela a los dieciséis años para entrar en los negocios en Guildford, y se muda a Deptford en 1826 para seguir con la confección de ropa. Allí ubica a entomólogos líderes, incluyendo a Edward Doubleday, y se convierte en miembro fundador del "Club Entomológico". 
En 1832 fue elegido como editor de la revista del club, La Revista de Entomología, y al año siguiente es miembro de la Sociedad linneana de Londres, y uno de los fundadores de la "Sociedad Entomológica de Londres".
En 1840 se casa; y publica la primera edición de Historia de los Helechos Británicos y Plantas Asociadas. Se asocia en una firma de imprenteros de Londres, Luxford & Co., y se hace impresor y editor de libros de historia natural y de ciencia. 
Es editor de The Field, editor de The Zoologist, editor de The Entomologist.

## Obra
- Attempted division of British Insects into natural orders (1834)

- A History of British Ferns and allied Plants (1840)[1]

- Proposed division of Neuroptera in two classes (1853)

- Birds-nesting (1861)

- New Edition of Montagu's Ornithological Dictionary (1866)

- Illustrated Natural History of British Moths (1869)

- Illustrated Natural History of British Butterflies (1871)

- Attempted division of British Insects into natural orders. Entomological Magazine 2: 379-431 (1834) establece muchas familias nuevas, y fue una importante obra de clasificación científica.

- La abreviatura «Newman» se emplea para indicar a Edward Newman como autoridad en la descripción y clasificación científica de los vegetales.[2]

## Abreviatura (zoología)
La abreviatura Newman  se emplea para indicar a Edward Newman como autoridad en la descripción y taxonomía en zoología.